# Karangtalun Kidul
Karangtalun Kidul is een bestuurslaag in het regentschap Banyumas van de provincie Midden-Java, Indonesië. Karangtalun Kidul telt 4631 inwoners (volkstelling 2010).